# Cardiorhinus parabicolor
Cardiorhinus parabicolor là một loài bọ cánh cứng trong họ Elateridae. Loài này được Golbach miêu tả khoa học năm 1983.